# 150 мм гаубица Тип 4
15 cm Howitzer Type 4 (四年式十五糎榴弾砲, Yonenshiki Jyūgosenchi Ryudanhō) — тяжелая гаубица, использовавшаяся Императорской японской армией во время Второй китайско-японской войны и Второй мировой войны . Обозначение Тип 4 было присвоено этому орудию, поскольку оно было принято на 4-м году правления императора Тайсё (1915 г.)

## История создания и развитие
15-сантиметровая гаубица Тип 4 была разработана армейским арсеналом в Осаке для исправления недостатков 15-сантиметровой гаубицы Тип 38, а именно её недостаточную подвижности. Тип 4 использовалась на протяжении всей Второй мировой войны, несмотря на то, что ей пришла на смену 15-см гаубица Тип 96. 150-мм гаубица Тип 4 (1915) была разработана во время Первой мировой войны для замены 15-см гаубицы Тип 38. Она производилась в значительных количествах и оставалась стандартным японским средним артиллерийским орудием до 1936 года. Несмотря на то, что ее номинально заменила 15-см гаубица Тип 96, 15-см гаубица Type 4 оставалась в производстве в малых объемах до 1944 года из-за своей портативности и полезности на китайском театре военных действий. Орудия, захваченные китайцами, использовались, по крайней мере, во время гражданской войны в Китае.
Тип 4 — первое японское оружие, в котором гидропружинная система отдачи заменена на гидропневматическую. Его модифицированный коробчатый лафет позволяет вести огонь на больших углах возвышения, что повышает его полезность в джунглях или пересеченной местности.

## Конструкция

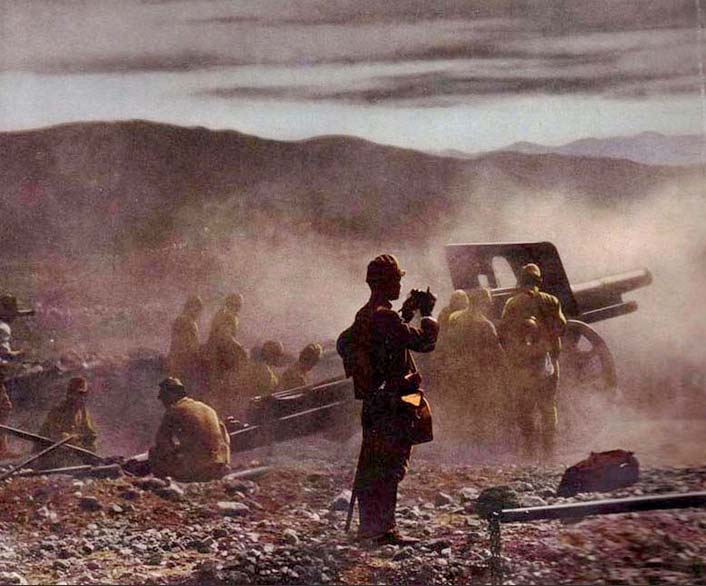
150 мм гаубица Тип 4 в Китае 1937 год

Тип 4 был примечателен как первое японское артиллерийское орудие, использовавшее гидропневматический механизм отката. Оно имело вертикальный клиновой затвор и коробчатый станок. Его можно было перемещать на короткие расстояния не разбирая, но для более длинных расстояний его нужно было разобрать на две части. Ствол орудия снимался с люльки и помещался на заднюю часть станка, к которой крепилась дополнительная пара колес. К каждой секции крепился передок, так что каждую буксировали шесть лошадей.
Тип 4 использовало раздельно-гильзовые боеприпасы с осколочно-фугасными, а также бронебойными, осколочными, химическими, дымовыми и зажигательно-трассирующими снарядами.
Самой замечательной характеристикой Type 4 является его чрезвычайная легкость по отношению к весу боеприпасов, которыми он стреляет. Гаубица разбирается на две части — ствол и люльку — для транспортировки. Эта операция увеличивает время, необходимое для ее установки, но в районах, где мосты непрочные или отсутствуют, тяга с двумя частями значительно увеличивает мобильность орудия. Хотя возможно буксировать Type 4 не разбирая, делать это на значительные расстояния или по плохим дорогам небезопасно из-за чрезвычайной длины станка, который, скорее всего, сломается при значительной тряске.